# قاسمی (نهبندان)
قاسمی یک روستا در ایران است که در بخش مرکزی شهرستان نهبندان در استان خراسان جنوبی واقع شده‌است. قاسمی ۶۰ نفر جمعیت دارد.

## جمعیت
این روستا در دهستان میغان قرار دارد و براساس سرشماری مرکز آمار ایران در سال ۱۳۸۵، جمعیت آن ۶۰ نفر (۱۵ خانوار) بوده‌است.